# Тхэккён
Тхэккён (кор. 택견 или 태껸) — древнее корейское боевое искусство. В тхэккёне преобладают удары ногами и высокие прыжки, сопровождаемые ударами ног. Запрещены любые удары кулаками, вместо этого, применяются удары с помощью открытых ладоней.
Первое письменное упоминание тхэккён относится к конце XVIII века. К началу XX века получило распространение в окрестностях Сеула.
В 1983 году мастер тхэккён Сон Док Ги был признан живым национальным достоянием.